# الاتحاد العالمي لبورصات الماس

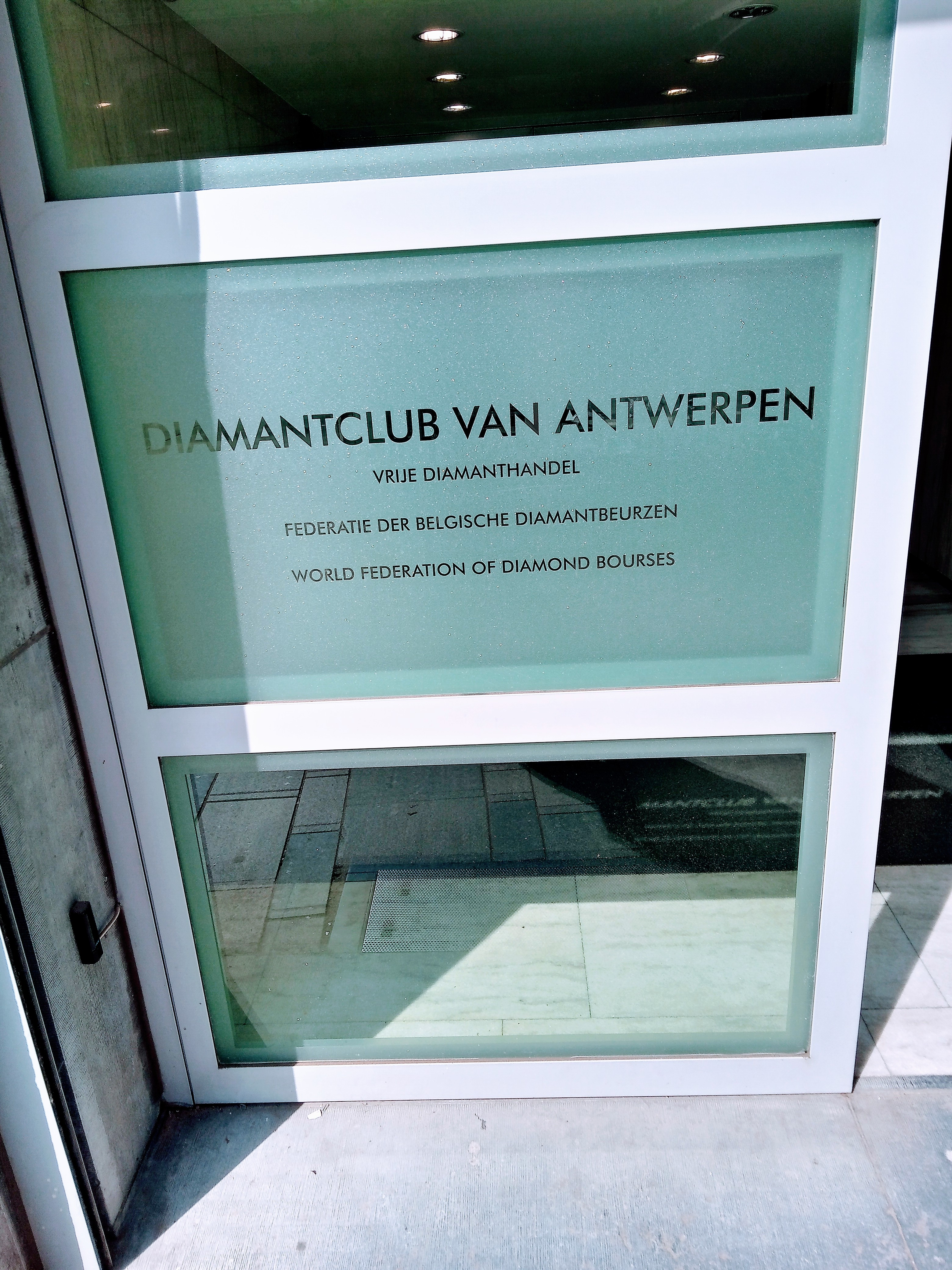
تحرير

الاتحاد العالمي لبورصات الماس، تأسس في عام 1947، لتزويد البورصات التجارية بالماس الخام والمصقول والأحجار الكريمة بمجموعة مشتركة من الممارسات التجارية. وهي تتألف من 30 عضو بورصات الماس. مقرهم الرئيسي في أنتويرب. يعمل أعضاء الاتحاد العالمي لبورصات الماس كوسيط لتبادل الماس بالجملة، وتجارة الماس المصقول والماس الخام. يتكون الاتحاد من بورصات الماس المستقلة في المراكز الرئيسية لتجارة الماس مثل تل أبيب وأنتويرب ومومباي وجوهانسبرغ ولندن ونيويورك ومدن أخرى في جميع أنحاء الولايات المتحدة الأمريكية وأوروبا وآسيا. يوفر الاتحاد إطارًا قانونيًا ويجتمع لسن اللوائح لأعضائه. فيما يلي قائمة تضم 30 بورصة.
- أنتويربش ديامانتكرينغ (بلجيكا)
- بورصة بانكوك للماس والأحجار الكريمة (تايلاند)
- معرض الماس التجاري (بلجيكا)
- بورصة بهارات الماسية (الهند )
- بورصة ديامانتي دي إيطاليا (إيطاليا)
- بورصة اسطنبول (تركيا)
- بورصة الألماس والأحجار الكريمة (ألمانيا)
- دايموند كلوب فيينا (النمسا)
- نادي الماس في أنتويرب (بلجيكا)
- بورصة الماس في كندا
- بورصة الماس بجنوب شرق الولايات المتحدة
- غرفة الماس في روسيا
- دايموند كلوب ويست كوست (الولايات المتحدة الأمريكية)
- نادي تجار الماس (الولايات المتحدة)
- نادي تجار الماس في أستراليا
- نادي تجار الماس بجنوب إفريقيا
- بورصة الماس في سنغافورة
- بورصة دبي للماس
- هونج كونج دياموند بورس (جمهورية الصين الشعبية)
- بورصة الماس الإسرائيلية
- شركة إسرائيل لتبادل الأحجار الكريمة والماس
- بورصة الماس الكورية
- بورصة لندن الماسية (المملكة المتحدة)
- بورصة موسكو الماسية (الاتحاد الروسي)
- نادي إسرائيل الجديد لتجارة الماس
- بورصة الماس بنما
- بورصة شنغهاي للماس (جمهورية الصين الشعبية)
- شركة بورصة طوكيو للماس (اليابان)
- رابطة معرض تجارة الماس (هولندا)
- تجارة الألماس الحرة (بلجيكا)

عضو منتسب:
- مجلس ترويج صادرات الأحجار الكريمة والمجوهرات في الهند